# Kevin Bieksa
Kevin Francesco Bieksa (Grimsby, 6 giugno 1981) è un hockeista su ghiaccio canadese professionista che gioca nel ruolo di difensore. Dalla stagione 2005-06 gioca nella National Hockey League con Vancouver.

## Caratteristiche tecniche
Difensore fisico con buone abilità con il puck, ha un tiro potente e un gioco energico; non ha paura di combattere. Il suo stile aggressivo gli provoca a volte delle penalità inutili.

## Statistiche
Statistiche aggiornate a febbraio 2013.

### Club
| Stagione    | Squadra               | Stagione regolare | Stagione regolare | Stagione regolare | Stagione regolare | Stagione regolare | Stagione regolare | Playoff | Playoff | Playoff | Playoff | Playoff |
| Stagione    | Squadra               | Lega              | P                 | G                 | A                 | Pt                | PIM               | P       | G       | A       | Pt      | PIM     |
| ----------- | --------------------- | ----------------- | ----------------- | ----------------- | ----------------- | ----------------- | ----------------- | ------- | ------- | ------- | ------- | ------- |
| 1997–98     | Burlington Cougars    | OPJHL             | 27                | 0                 | 3                 | 3                 | 10                | —       | —       | —       | —       | —       |
| 1998–99     | Burlington Cougars    | OPJHL             | 48                | 8                 | 29                | 37                | 83                | —       | —       | —       | —       | —       |
| 1999–00     | Burlington Cougars    | OPJHL             | 49                | 6                 | 27                | 33                | 139               | —       | —       | —       | —       | —       |
| 2000–01     | Bowling Green Falcons | NCAA              | 35                | 4                 | 9                 | 13                | 90                | —       | —       | —       | —       | —       |
| 2001–02     | Bowling Green Falcons | NCAA              | 40                | 5                 | 10                | 15                | 68                | —       | —       | —       | —       | —       |
| 2002–03     | Bowling Green Falcons | NCAA              | 34                | 8                 | 17                | 25                | 92                | —       | —       | —       | —       | —       |
| 2003–04     | Bowling Green Falcons | NCAA              | 38                | 7                 | 15                | 22                | 66                | —       | —       | —       | —       | —       |
| 2003–04     | Manitoba Moose        | AHL               | 4                 | 0                 | 2                 | 2                 | 2                 | —       | —       | —       | —       | —       |
| 2004–05     | Manitoba Moose        | AHL               | 80                | 12                | 27                | 39                | 192               | 14      | 1       | 1       | 2       | 35      |
| 2005–06     | Manitoba Moose        | AHL               | 23                | 3                 | 17                | 20                | 71                | 13      | 0       | 10      | 10      | 38      |
| 2005–06     | Vancouver Canucks     | NHL               | 39                | 0                 | 6                 | 6                 | 77                | —       | —       | —       | —       | —       |
| 2006–07     | Vancouver Canucks     | NHL               | 81                | 12                | 30                | 42                | 134               | 9       | 0       | 0       | 0       | 20      |
| 2007–08     | Manitoba Moose        | AHL               | 1                 | 0                 | 1                 | 1                 | 2                 | —       | —       | —       | —       | —       |
| 2007–08     | Vancouver Canucks     | NHL               | 34                | 2                 | 10                | 12                | 90                | —       | —       | —       | —       | —       |
| 2008–09     | Vancouver Canucks     | NHL               | 72                | 11                | 32                | 43                | 97                | 10      | 0       | 5       | 5       | 14      |
| 2009–10     | Vancouver Canucks     | NHL               | 55                | 3                 | 19                | 22                | 85                | 12      | 3       | 5       | 8       | 14      |
| 2010–11     | Vancouver Canucks     | NHL               | 66                | 6                 | 16                | 22                | 73                | 25      | 5       | 5       | 10      | 51      |
| 2011–12     | Vancouver Canucks     | NHL               | 78                | 8                 | 36                | 44                | 94                | 5       | 1       | 0       | 1       | 6       |
| 2012–13     | Vancouver Canucks     | NHL               | 8                 | 0                 | 0                 | 0                 | 18                | —       | —       | —       | —       | —       |
| Totale NCAA | Totale NCAA           | Totale NCAA       | 147               | 24                | 51                | 75                | 316               | —       | —       | —       | —       | —       |
| Totale AHL  | Totale AHL            | Totale AHL        | 108               | 15                | 47                | 62                | 267               | 27      | 1       | 11      | 12      | 73      |
| Totale NHL  | Totale NHL            | Totale NHL        | 433               | 42                | 149               | 191               | 668               | 61      | 9       | 15      | 24      | 105     |